# Jean-Marc Aveline
Jean-Marc Aveline (Sidi Bel Abbès, Algèria 26 de desembre de 1958) és un prelat catòlic francès, bisbe auxiliar de Marsella entre 2013 i 2019, arquebisbe de Marsella des del 8 d'agost de 2019 i cardenal des del 27 d'agost de 2022.

## Biografia

### Formació
Jean-Marc Aveline va fer la seva escola a Marsella. Va obtenir el batxillerat C l'any 1975. Després va completar dos anys de classes preparatòries per a les Grandes Ecoles del lycée Thiers, abans d'incorporar-se finalment al seminari interdiocesà d'Avinyó el 1977. Hi va romandre fins al 1979. Després es va incorporar al seminari carmelita de París el 1975 per seguir el cicle de teologia a l'Institut Catòlic de París mentre cursa estudis de filosofia a la Sorbona.
Va obtenir el diploma de grec bíblic i hebreu el 1981 i després el batxillerat en teologia l'any següent.

### Ministeris
Va ser ordenat sacerdot el dia 3 de novembre de 1984 per a l'arxidiòcesi de Marsella. Va continuar els seus estudis per obtenir el 1985 una doble llicenciatura en teologia i filosofia i després el 1986 un màster en teologia. L'any 2000, va obtenir un doctorat en teologia defensant una tesi titulada Per a una teologia cristològica de les religions, Tillich en debat amb Troettsch.
Després d'obtenir el màster, va exercir diferents ministeris, principalment en l'àmbit de la formació. Va ser així professor de teologia dogmàtica i director d'estudis al seminari interdiocesà de Marsella de 1986 a 1991, responsable del servei diocesà de vocacions i delegat diocesà de seminaristes de 1991 a 1996.
El 1992, va fundar l'Institut de Ciència i Teologia de les Religions (ISTR) a Marsella, que va dirigir fins al 2002. A partir de 1995, va ser director de l'Institut Saint-Jean, que el 1998 es va convertir en Institut Catòlic de la Mediterrània, associat a la Universitat Catòlica de Lió, on també va ensenyar de 1998 a 2007.
El 1996, va ser nomenat vicari episcopal per a la formació continuada i la recerca universitària i el 2007 vicari general de l'arxidiòcesi de Marsella.
Des del 2008, també és consultor del Consell Pontifici per al Diàleg Interreligiós.

### Episcopat
El 19 de desembre de 2013, va ser nomenat bisbe titular de Simidicca i bisbe auxiliar de Marsella pel papa Francesc. Va rebre l'ordenació episcopal el dia 26 de gener de 2014a la catedral Sainte-Marie-Majeure de Marsella, de mans de Georges Pontier, arquebisbe de Marsella assistit pels cardenals Bernard Panafieu i Roger Etchegaray, tots dos arquebisbes emèrits de Marsella.
El 8 d'agost de 2019, va ser nomenat arquebisbe metropolità de Marsella pel papa Francesc. La seva instal·lació va ser el 15 de setembre.
El 29 de maig de 2022 va ser esmentat a la llista de 21 cardenals que crearia el papa Francesc durant el consistori del 27 d'agost de 2022. Jean-Marc Aveline esdevingé en aquesta ocasió el cinquè cardenal elector francès i rebé el títol de cardenal prevere de Santa Maria ai Monti. El papa també el nomena membre de la congregació per als bisbes el juliol de 2022.

## Visió i idees
Segons la revista Slate, s'acosta a la línia del papa Francesc, per un «cristianisme d'obertura». És partidari d'una política de tolerància envers els migrants, i ha demanat al papa Francesc que celebri un sínode sobre la Mediterrània.

## Honors
- Oficial de la Legió d'Honor (decret del 14 de juliol de 2022)[16]
  -  Cavaller de la Legió d'Honor (decret del 19 de maig de 2018)[17]